# The Parlotones
The Parlotones, bildat 1998 i Johannesburg, är en sydafrikansk musikgrupp som består av fyra medlemmar. Bandet har släppt ett flertal album under karriären och vunnit ett par musikpriser i hemlandet.
År 2010 spelade gruppen in låten "Come Back as Heroes" åt ARD som det tyska landslagets officiella sång för Fotbolls-VM 2010 som hölls i Sydafrika.

## Medlemmar
- Kahn Morbee — huvudsångare, kompgitarr
- Neil Pauw — trummor
- Glenn Hodgson — elbas, piano, bakgrundssång
- Paul Hodgson — gitarr, keyboard

## Diskografi

### Album i urval
- 2003 – Episoda[2]
- 2007 – Radiocontrolledrobot[3]
- 2009 – A World Next Door to Yours[4]
- 2009 – Stardust Galaxies[5]
- 2011 – Live aus Johannesburg[6]
- 2011 – Eavesdropping on the Songs of Whales[7]
- 2011 – Live Design[8]
- 2012 – Journey Through the Shadows[9]